# Acodo

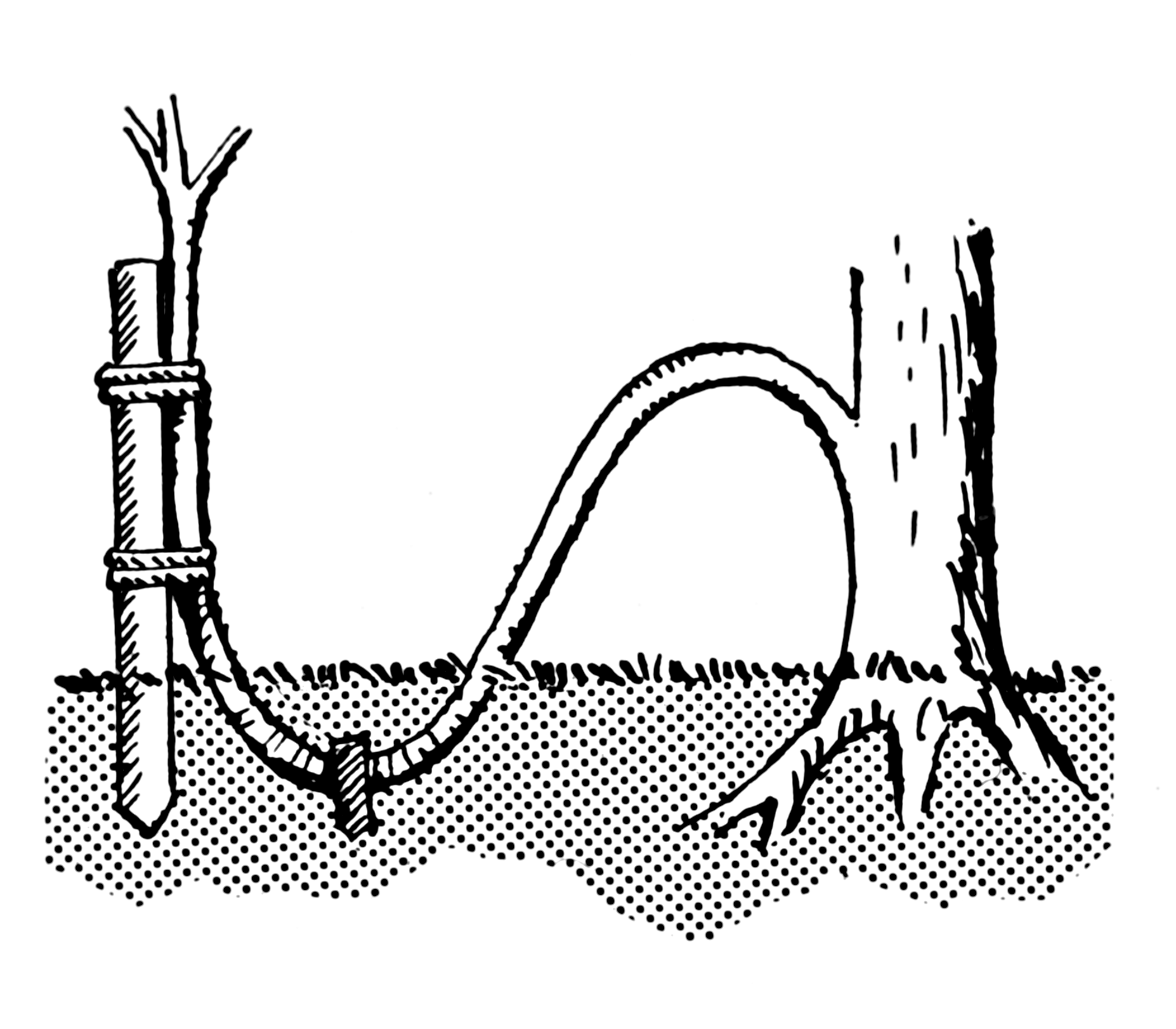
Esquema de la reproducción por acodo

El acodo o amorgonamiento es un método artificial de propagación vegetal, que consiste en hacer posible la aparición de raíces, también conocido como estaca, por medio del calor, de la humedad, de la tierra preparada y de incisiones o ligaduras en las ramas acodadas, formando nuevos individuos. Como en toda reproducción vegetativa, los nuevos individuos son similares genéticamente al progenitor.
Las ramas acodadas enraízan más fácilmente cuanto más efectiva sea la detención de la savia. Todas las operaciones de acodadura se dirigen a detener y dirigir la savia a la parte de la rama o ramas que se han de enraizar.
Aun cuando el acodo se practica en todas las épocas del año, el momento más adecuado depende de la especie y, sobre todo, del clima del lugar. El momento en que la planta está en pleno desarrollo es el mejor, ya que entonces la savia está en movimiento y promueve las hormonas que inducen la formación del callo de donde han de brotar las raíces. La tierra con la cual se hace el acodo debe ser ligera y ha de conservar la humedad, para lo cual puede cubrirse con mantillo u otra materia.

## Acodo terrestre
El método de acodadura más sencillo consiste en amontonar alrededor de la planta una porción de tierra formando convexidad, que es lo que se llama atetillar la planta. Amontonada la tierra, debe cortarse a poca distancia de la misma la parte saliente del vegetal a fin de facilitar la formación de raíces. Se obtienen por este medio tantos vegetales nuevos como tallos había y sin perjuicio de que la planta madre siga retoñando nuevamente.

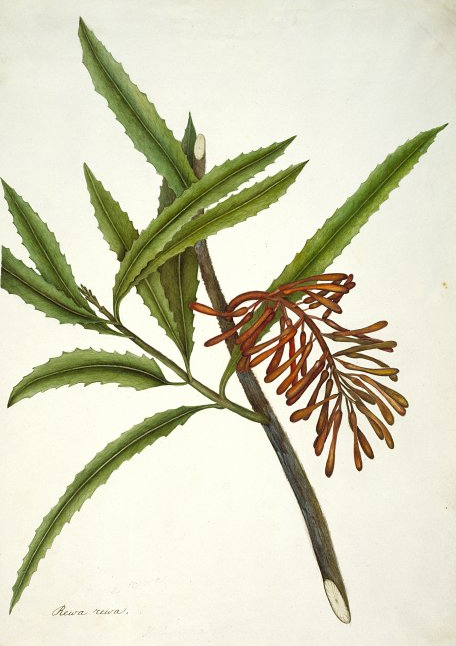
Planta de tallo leñoso

Los acodos en arco o mugrón se usan generalmente para reproducir arbustos cuya madera no sea muy dura y se efectúan abriendo delante de la planta un foso o excavación pequeña, encorvando hacia esta la parte de aquella que quiera acodarse, cuidando de no romperla y se sujeta luego con una horquilla de palo o caña, con tierra, etc.
El acodo de sierpecilla, serpenteado u ondeado, solo se diferencia del precedente en que la rama encorvada en vez de cortarse al salir de la tierra se vuelve a encorvar para que salga más lejos, repitiéndole esto cuantas veces lo permita su longitud. Se acodan de este modo los arbustos sarmentosos que arraigan con facilidad.

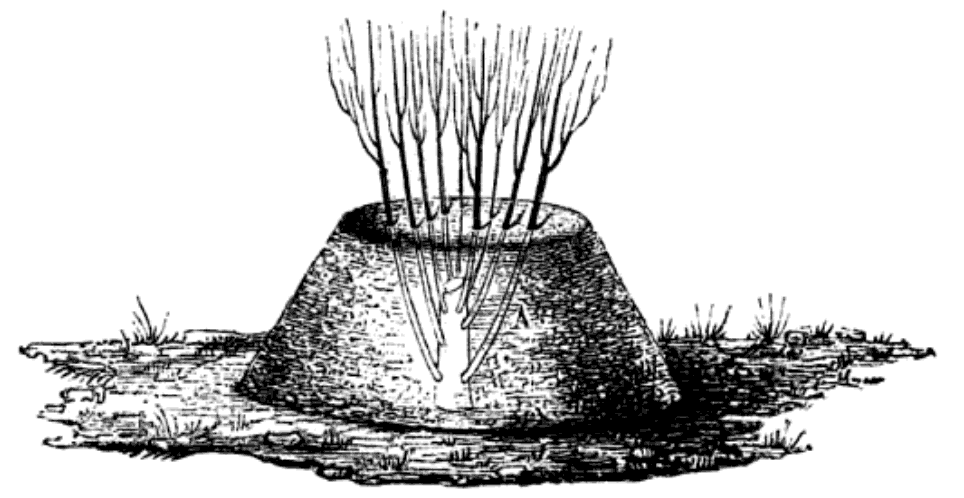
Acodo por corte y recalce

Una variante es el denominado acodo por corte y recalce. Esta técnica se emplea comúnmente para reproducir patrones a partir de una "planta madre". Consiste básicamente en desmochar la planta a ras de suelo y, según van creciendo las diversas ramas, se va acumulando tierra sobre ellas, forzando la emisión de raíces. Cuando estas raíces están suficientemente desarrolladas, se vuelve a descalzar la planta, cortando cada una de las ramas, que son un patrón idéntico a la planta madre.

## Acodo aéreo
Cuando se trata de acodar ramas muy gruesas y demasiado altas para poderse encorvar se acude a otros procedimientos más complicados, ya sea deteniendo con ligaduras el curso de la savia, ya dañando o quitando parte de la corteza de la planta con el fin de facilitar la formación de mamilas que echan raíces. Por lo común, se hacen estos acodos al aire en cestos, sacos o tiestos llamados de acodar de modo que la rama atraviese y sobresalga por arriba y por abajo. 
Con las plantas de tallos leñosos el acodo consiste en raspar una rama joven, para luego ser espolvoreada con hormonas, formadores de raíces y musgo húmedo, al generarse raíces se corta la rama y se trasplanta.
La clase de acodo debe elegirse teniendo en cuenta la planta en la que se realiza el acodo, la edad del tallo o brote, y la estación.